# 職業訓練指導員 (食肉科)
職業訓練指導員 (食肉科)（しょくぎょうくんれんしどういん しょくにくか）は、職業訓練指導員免許のうちの1つ。厚生労働省管轄。

## 受験資格
職業訓練指導員免許の受験資格と試験免除を参照。1級または2級ハム・ソーセージ・ベーコン製造技能士の保有者は、実務経験不要で、1級合格者は実技と関連学科が免除され、2級合格者は実技が免除される。

## 試験科目

### 学科試験
1. 指導方法（職業訓練原理、教科指導法、訓練生の心理、生活指導及び職業訓練関係法規）
2. 関連学科
  1. 系基礎学科
    1. 食品化学（栄養学　食品化学　検査法）
    2. 食品衛生（微生物学　環境衛生　食品衛生　関係法規）
    3. 安全衛生（安全管理　衛生管理）

  2. 専攻学科
    1. 畜産（家畜の生産　流通及び品質改良　家畜解剖学）
    2. 加工法（原料処理法　加工法　製造法　製造機械　食肉生産流通）

### 実技試験
1. 食肉加工製品製造